# معركة أوروسكوبا
معركة أوروسكوبا دارت بين الجيش القرطاجي الذي يتكون من أكثر من 30 ألف رجل بقيادة الجنرال صدربعل وقوة نوميدية مجهولة الحجم تحت حكم ملكها ماسينيسا. حدث ذلك في أواخر عام 151 قبل الميلاد بالقرب من مدينة أوروسكوبا القديمة في شمال غرب تونس الآن. أسفرت المعركة عن هزيمة ثقيلة للقرطاجيين.
عندما انتهت الحرب البونيقية الثانية بين روما وقرطاج في عام 201 ق.م، منع أحد بنود معاهدة السلام القرطاجين من شن حرب دون إذن من مجلس الشيوخ الروماني. استغل ماسينيسا، حليف روما، هذا لمداهمة الأراضي القرطاجية والاستيلاء عليها بشكل متكرر مع الإفلات من العقاب. في عام 151 قبل الميلاد، جمعت قرطاج جيشًا من 25400 رجل تحت قيادة صدربعل، متجاهلة المعاهدة. وحاولت هذه القوة، التي انضم إليها 6000 من النوميديين بقيادة اثنين من القادة النوميديين الساخطين المتمردين، ردع عدوان ماسينيسا ضد بلدة أوروسكوبا التي يسيطر عليها القرطاجيون. في خضم قتال كبير، جذب ماسينيسا القرطاجيين إلى منطقة ذات تضاريس وعرة ذات مصادر مائية محدودة، حيث كان البحث عن الطعام صعبًا، وحاصرهم. اعتبر القرطاجيون خصومهم من رجال القبائل غير المنتظمين وتوقعوا منهم أن يتفرقوا، لكن ماسينيسا شكّل جيشًا منظمًا جيدًا بنظام لوجستي فعال وكان قادرًا على تجويع القرطاجيين ودفعهم إلى الاستسلام.
وخلافًا لشروط الاستسلام، تعرض القرطاجيون للهجوم وقتل الكثيرون، وربما معظمهم. نجا القائد صدربعل ومعظم ضباطه وعادوا إلى قرطاج. هناك، حُكم على صدربعل بالإعدام في محاولة لاسترضاء روما، لكن الفصائل المناهضة للقرطاجيين في روما استخدمت العمل العسكري الغير المشروع كذريعة لإعداد حملة عقابية. أدى ذلك إلى اندلاع الحرب البونيقية الثالثة، والتي انتهت بالتدمير الكامل لقرطاج عام 146 قبل الميلاد وموت العديد من السكان أو استعباد الباقي.

## خلفية
في منتصف القرن الثاني قبل الميلاد، كانت روما القوة المهيمنة في منطقة البحر الأبيض المتوسط،  وكانت قرطاج دولة - مدينة كبيرة في شمال شرق ما يعرف الآن بتونس.   أشار الرومان إلى القرطاجيين بالكلمة اللاتينية Punicus البونيقيون، وهي إشارة إلى الأصل الفينيقي لقرطاج. «البونيقية» مشتقة من هذا الاستخدام.  قاتلت قرطاج وروما في الحرب البونيقية الأولى التي استمرت 23 عامًا من 264 إلى 241 قبل الميلاد والحرب البونيقية الثانية التي استمرت 17 عامًا بين 218 و 201 قبل الميلاد. انتهت الحربان بانتصارات روما، والثانية عندما هزم الجنرال الروماني سكيبيو أفريكانوس حنبعل، القائد القرطاجي الأول للحرب، في معركة زاما، 160 كيلومتر (99 ميل) . جنوب غرب قرطاج.  فرض الأفارقة معاهدة سلام على القرطاجيين جردتهم من أراضيهم فيما وراء البحار، وبعض أراضيهم الأفريقية. كان يجب دفع تعويض قدره 10000 موهبة فضية على مدى 50 عامًا.  تم أخذ الرهائن ومُنعت قرطاج من شن حرب خارج إفريقيا، وفي إفريقيا فقط بإذن صريح من مجلس الشيوخ الروماني. أراد العديد من كبار القرطاجيين رفض المعاهدة، لكن حنبعل تحدث بقوة لصالحها وتم قبولها في ربيع 201 قبل الميلاد.   كان من الواضح أن قرطاج كانت تابعة سياسيًا لروما. 

## مقدمة

خريطة للمدى التقريبي للأراضي النوميدية والقرطاجية والرومانية في عام 150 قبل الميلاد

في نهاية الحرب البونيقية الأولى، ظهر ماسينيسا، حليف لروما، كأقوى حاكم بين النوميديين، وهم السكان الأصليين الذين سيطروا على الكثير الأراضي مما يُعرف الآن بالجزائر وتونس.  على مدار الخمسين عامًا التالية، استغل ماسينيسا عدم قدرة قرطاج على حماية ممتلكاتها عسكريًا من خلال مداهمة الأراضي التي كانت قرطاج تحتلها لفترة طويلة أو الاستيلاء عليها. طلب القرطاجيون مرارًا وتكرارًا من روما طلب الإنصاف، بدعوى أن ماسينيسا انتهك المعاهدة. لطالما دعمت روما ماسينيسا ورفضت التصرف أو إعطاء الإذن لقرطاج للقيام بعمل عسكري للدفاع عن أراضيها.  أصبحت مصادرة ماسينيسا للأراضي والمستوطنات القرطاجية فاضحة بشكل متزايد،  وامتدت إلى المدن الكبيرة والموانئ الهامة. 

## معركة
في عام 151 قبل الميلاد، هاجم النوميديون مرة أخرى الأراضي التي كانت تابعة لقرطاجي لعدة قرون. حاصروا بلدة أورسكوب Oroscopa ودمروا الأراضي الزراعية المحيطة بها.  كان هذا استفزازًا كبير للقرطاجيين.  قاموا بتشكيل جيش من 25000 مشاة و 400 من سلاح الفرسان بقيادة الجنرال القرطاجي غير المسجل سابقًا صدربعل، وبغض النظر عن المعاهدة، هاجموا النوميديين. تم تعزيزهم من قبل اثنين من القادة النوميديين الساخطين، سوبا وأساسيس، مع 6000 سلاح فرسان إضافي.   